# لا رو تورانجيل 2018
لا رو تورانجيل 2018 (بالفرنسية: Roue tourangelle 2018)‏ هو سباق دراجات هوائية، وهو الموسم رقم 17 من السباق، وأقيم في 1 أبريل 2018، وامتدّ لمسافة 200 كيلومتر، وهو أحد سباقات طواف أوروبا للدراجات 2018، وهو من نوع سباق اليوم الواحد، وهو من نوع سباق الدراجات، وقد شارك في السباق 141 متسابقاً ووصل إلى نهايته 130 متسابقاً.
فاز فيه بالمركز الأول مارك ساريو، وبالمركز الثاني سامويل دومولين، وبالمركز الثالث هوغو هوفستيتر.

## الفرق
| فرق عالمية (2)- Groupama-FDJ - AG2R La Mondiale فرق قارية محترفة (14)- Direct Énergie - Fortuneo-Samsic - Cofidis, Solutions Crédits - ديلكو ‏ - فيتال كونسبت 2018 ‏ - Wanty-Groupe Gobert - كاجا رورال-سيغوروس 2018 ‏ - أندروني جوكاتولي-سيدرمك 2018 ‏ - غازبروم روسفيلو ‏ - يوسكادي مورياس 2018 ‏ - فريق مانزانا بوستوبون 2018 ‏ - Hincapie–Leomo p/b BMC ‏ - Israel Cycling Academy - UnitedHealthcare Pro Cycling (men's team) ‏ فرق قارية (5)- إتش بي بي تي بي – أوبير 93 ‏ - Van Rysel–Roubaix ‏ - فريق فورارلبرغ 2018 ‏ - Team Metalced ‏ - سوبرانو هام ايزوريكس 2018 ‏ |  |
| |  |

## التصنيف العام النهائي
| التصنيف العام | التصنيف العام   | التصنيف العام | التصنيف العام               | التصنيف العام     |        |
| الدراج        | الدراج          | البلد         | الفريق                      | الوقت             | السرعة |
| ------------- | --------------- | ------------- | --------------------------- | ----------------- | ------ |
| 1.            | مارك ساريو      | فرنسا         | Groupama-FDJ                | 4 س 44 دقيقة 33 ث |        |
| 2.            | سامويل دومولين  | فرنسا         | أيه إل أم                   | + 0 ث             |        |
| 3.            | هوغو هوفستيتر   | فرنسا         | كوفيديس                     | + 0 ث             |        |
| 4.            | أندريا فيندرام  | إيطاليا       | Androni Giocattoli-Sidermec | + 0 ث             |        |
| 5.            | كليمان فنتوريني | فرنسا         | أيه إل أم                   | + 0 ث             |        |
| 6.            | سيلفان تشافانيل | فرنسا         | Direct Énergie              | + 0 ث             |        |
| 7.            | Wilmar Paredes ‏ | كولومبيا      | Manzana Postobón            | + 0 ث             |        |
| 8.            | ماثيو لاداجنوس  | فرنسا         | Groupama-FDJ                | + 0 ث             |        |
| 9.            | بينوا كوسنيفروي | فرنسا         | أيه إل أم                   | + 3 ث             |        |
| 10.           | سيلفان ديلير    | سويسرا        | أيه إل أم                   | + 9 ث             |        |

## وصلات خارجية
- الموقع الرسمي
- لمحة عن سباق لا رو تورانجيل 2018 على موقع  ProCyclingStats   (برو  سايكلنج  ستاتس) - إحصاءات  محترفي  الدراجات.

- لا رو تورانجيل 2018 على موقع إحصائيات الدراجات الإحترافية (الإنجليزية)